# 原田則彦
原田 則彦（はらだ のりひこ、1959年11月5日 - ）は、日本のカーデザイナー・工業デザイナー。イタリアのカロッツェリアザガート（SZデザイン）のチーフデザイナーであり、「Nori Harada（ノリ ハラダ）」の名で知られる。東京都出身、イタリア在住。

## 来歴
慶應義塾普通部・慶應義塾高等学校を経て、慶應義塾大学文学部哲学科を卒業後、1985年よりアメリカのアートセンター・カレッジ・オブ・デザインに留学し、カーデザインについて学ぶ。同校卒業後、書き溜めたスケッチを持ってイタリアに渡り、1989年にI.DE.Aに採用される。
その後、上司のエルコーレ・スパーダに誘われ、ザガート・デザインセンターへ移籍。1994年よりチーフデザイナーとなり、コンセプトカーやスポーツモデルのスタイリングを手がける。また、ミラノ市内を走る路面電車の車両「インチェントロ」をデザインしている。

## 代表作
- ランボルギーニ・ラプター（1996年）
- トヨタ・ハリアーザガート（1998年）
- TMI・VM180ザガート（2000年）
- アストンマーティン・DB7ザガート（2002年）
- アルファロメオ・166（フェイスリフト）（2002年、デザイン協力）
- アストンマーティン・DB AR1（2003年）
- アルファロメオ147GTA（2003年、デザイン協力）
- アストンマーティン・V12ヴァンキッシュロードスター（2004年）
- ランチア・イプシロンスポルト（2005年）
- フェラーリ・575GTZ（2006年）
- トヨタ・ハリアーザガート（2006年）
- アルファロメオ・8Cコンペティツィオーネ（2006年、デザイン協力）
- Diatto Ottovù Zagato（2007年）
- スパイカー・C12ザガート（2007年）
- グランデ・プント・アバルト Essesse（2007年、デザイン協力）
- ベントレー・コンチネンタルGTZ（2008年）
- アルファロメオ・8C スパイダー（2008年、デザイン協力）
- ペラーナ・Z-One（2009年）
- アルファロメオ・TZ3 コルサ（2010年）
- アルファロメオ・TZ3 ストラダーレ（2011年）
- BMW・ザガートクーペ/ロードスター（2012年）
- アストンマーティン・DB9スパイダーザガート センテニアル（2013年）
- アストンマーティン・DBSクーペザガート センテニアル（2013年）

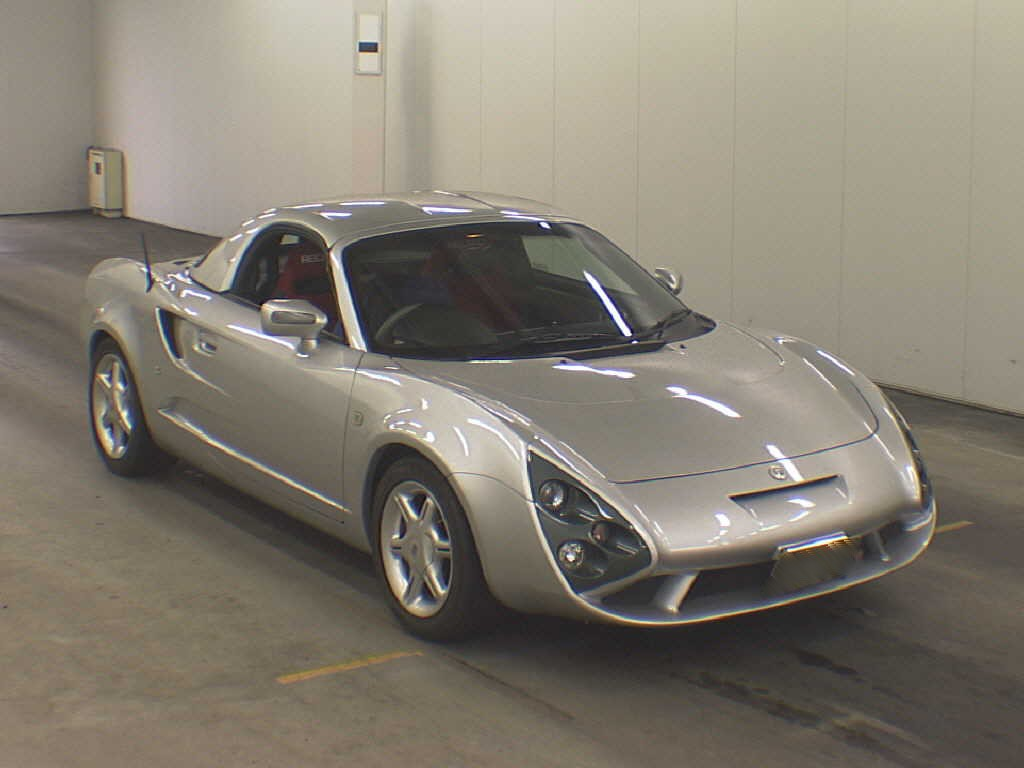
TMI・VM180ザガート
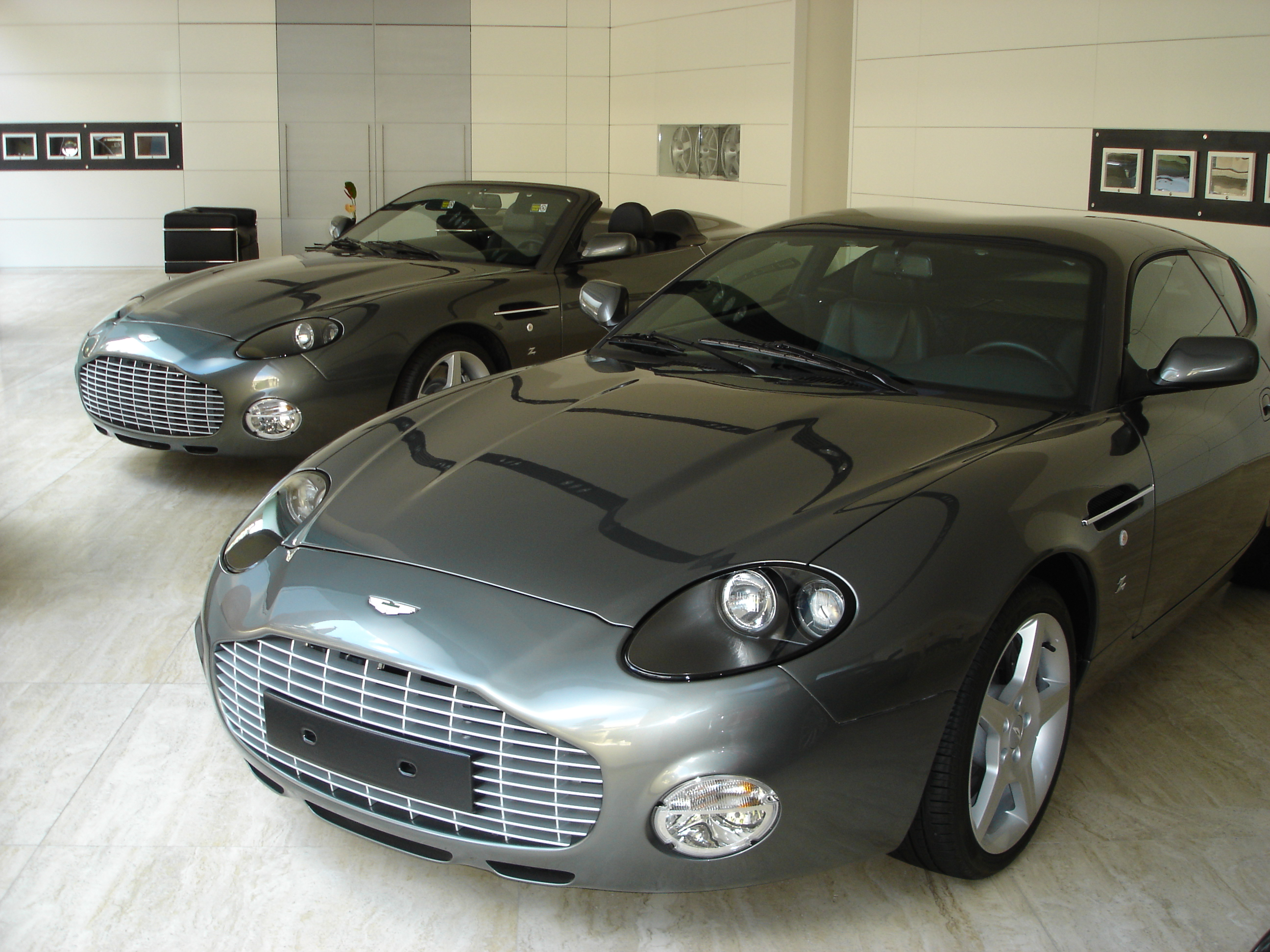
アストンマーティン・DB7ザガート
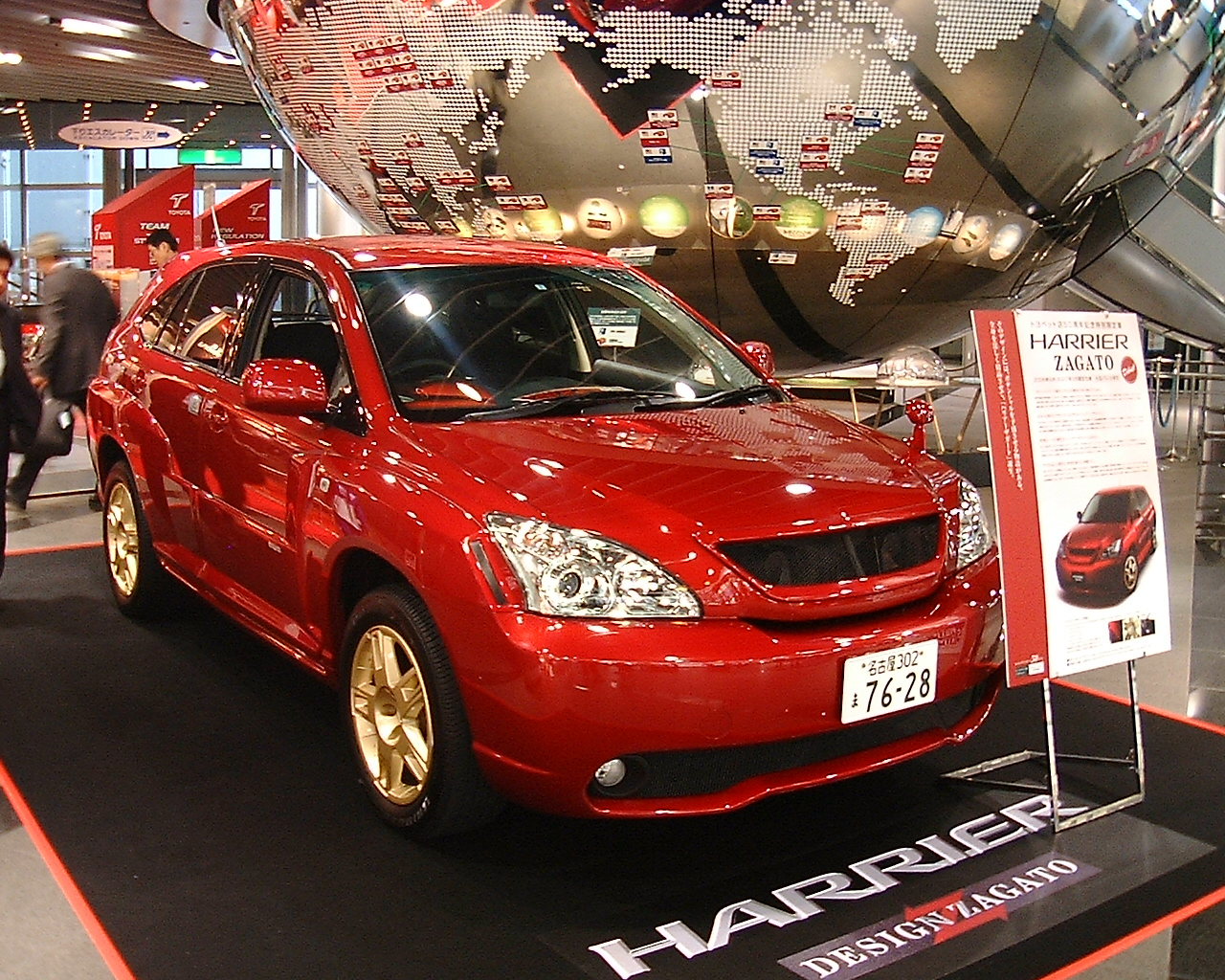
トヨタ・ハリアーザガート（2006）
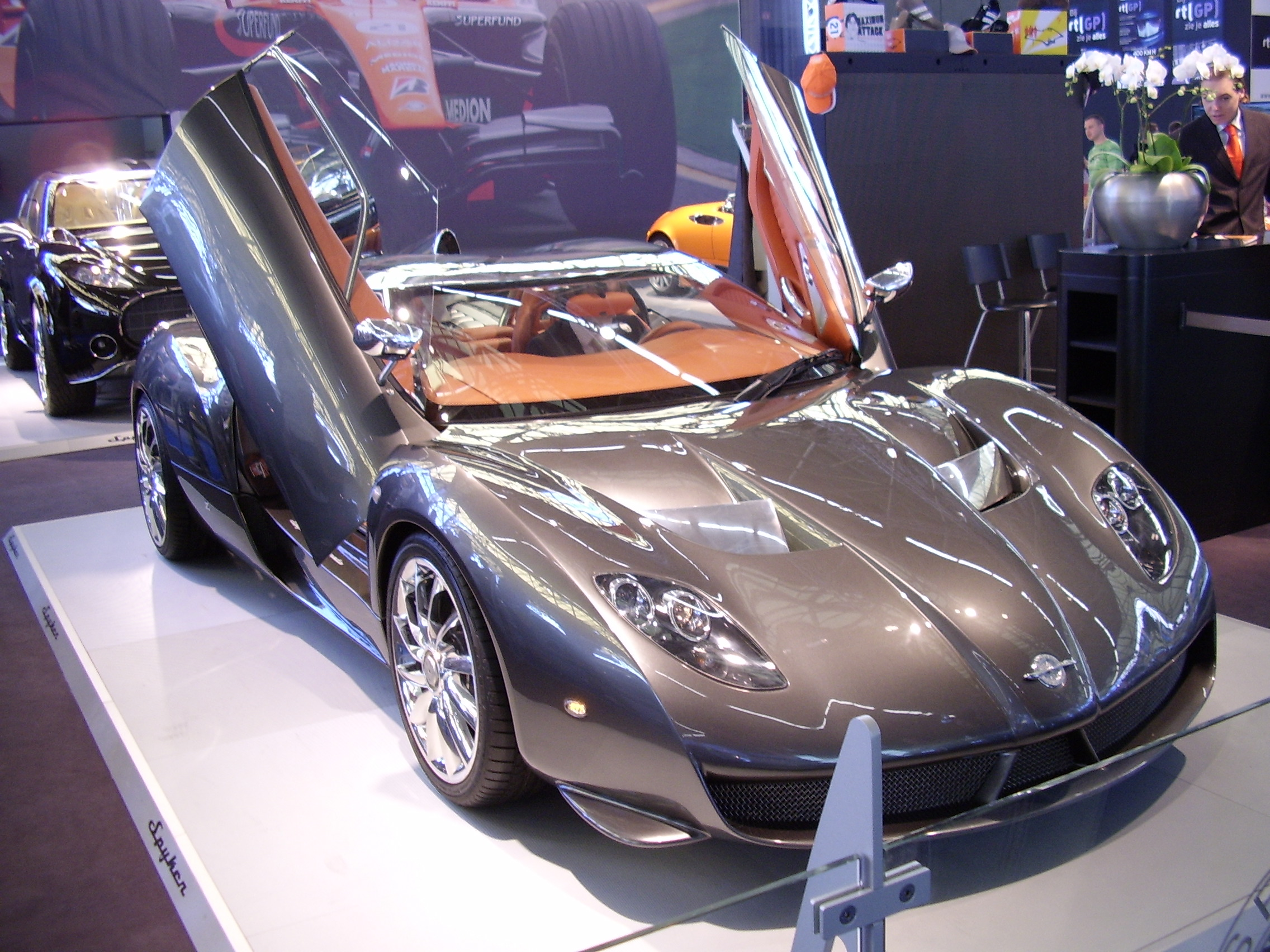
スパイカー・C12ザガート
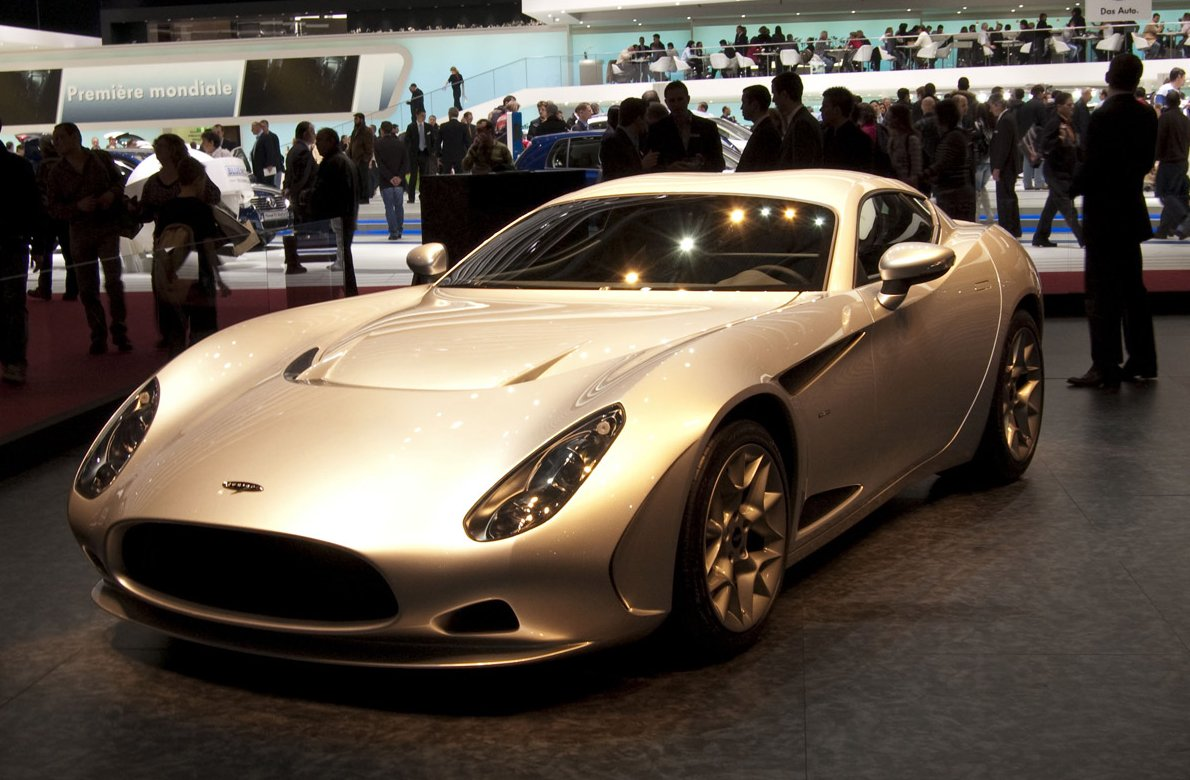
ペラーナ・Z-One
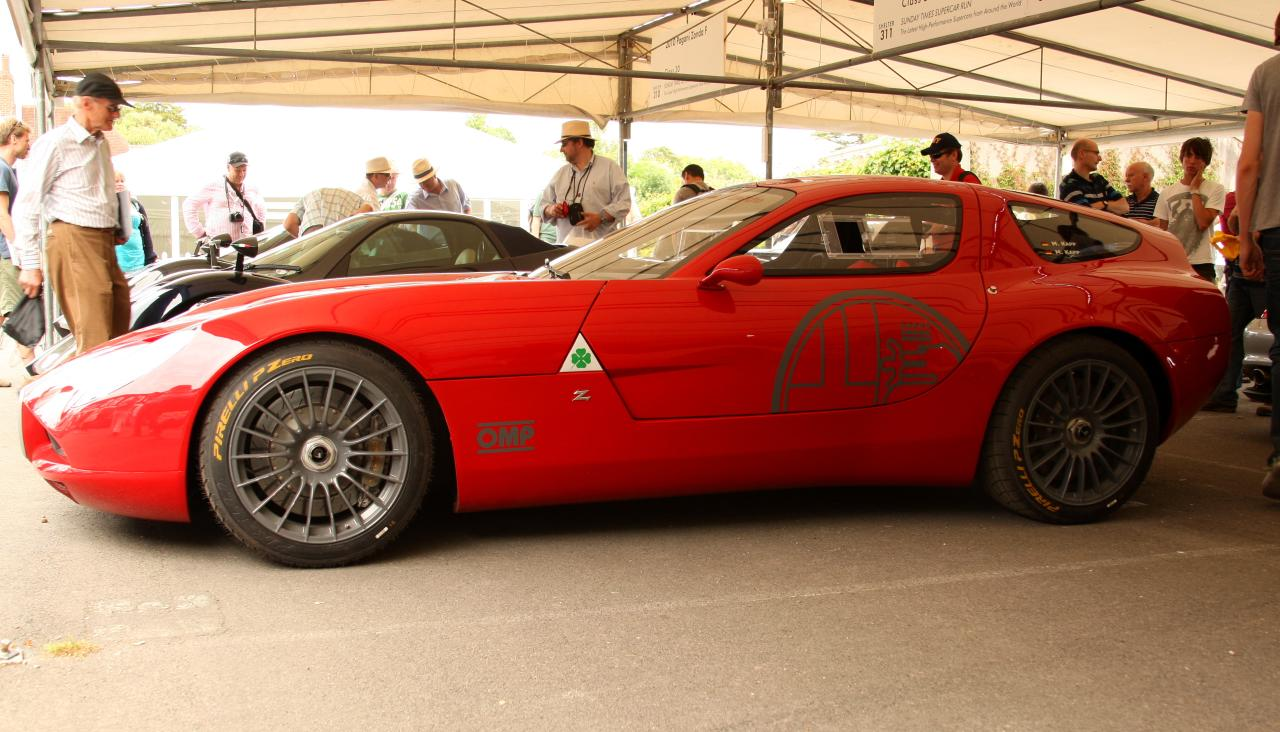
アルファロメオ・TZ3 コルサ
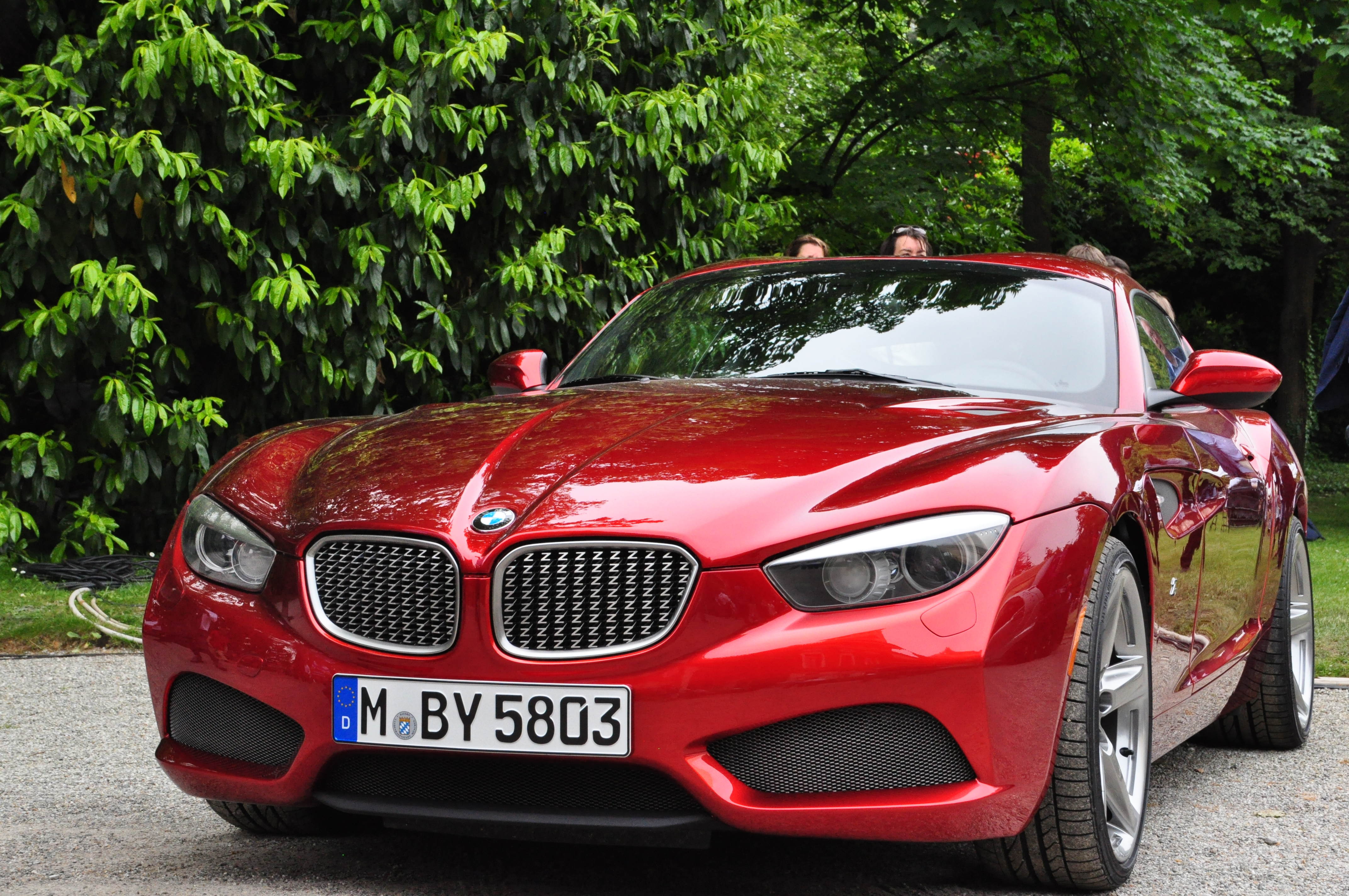
BMW・ザガートクーペ

## エピソード
- アニメーション監督・メカニックデザイナーの河森正治、漫画家の細野不二彦、キャラクターデザイナーの美樹本晴彦、脚本家の大野木寛らは慶應義塾高等学校の学友で、放課後にグループでイラストを描いていた。河森の作品『超時空要塞マクロス 愛・おぼえていますか』（1984年）と『マクロスプラス』（1994年）には「メカニックデザイン協力」として原田の名がクレジットされている。
- 1998年にはアニメ雑誌『月刊ニュータイプ』連載のイラスト企画「GUNDAM FIX」に、「カロッツェリアからの視点」と題してエッセイを寄稿した。
- フェラーリ・575GTZは日本のフェラーリ愛好家として知られる林良至（ガレーヂ伊太利屋代表）が原田にオーダーしたワンオフモデル。フェラーリ・575Mマラネロをベースに2台のみ特注製造された。